# Papa Stronsay
Papa Stronsay (altnordisch Papey Minni) ist eine 74 ha große, bis zu 13 m hohe Insel der Orkney, nördlich von Schottland. „Priesterinsel von Stronsay“, lautet übersetzt der altnordische Name der Nebeninsel von Stronsay, die nordöstlich der Hauptinsel liegt. Hier wurde eines der nördlichsten frühchristlichen Klöster der Orkney und ein Keltenkreuz gefunden. Das im 7. oder 8. Jahrhundert gegründete Kloster hatte geschichtliche Bedeutung für den Archipel. Die Ost-West orientierte St Nicholas Chapel ist die nördlichste frühchristliche Klosterkapelle. Sie stammt aus dem 11. Jahrhundert. 
Lebten 2001 noch zehn Personen auf Papa Stronsay, war die Insel 2011 unbewohnt.

## Geschichte

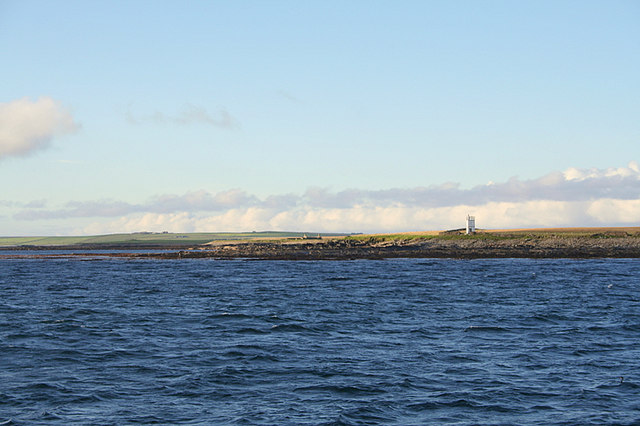
Der Leuchtturm

Das neuzeitliche Kloster Golgotha Monastery auf Papa Stronsay wurde 1999 vom Orden Transalpine Redemptoristen nach der Renovierung des Herrenhauses und der weitgehend verfallenen Fischereistation auf der Insel errichtet.
Auf Papa Stronsay erfolgte im Jahre 1046 n. Chr. der Mord an Jarl Rognvald Brusason durch seinen Co-Jarl Thorfinn Sigurdsson (den Mächtigen) und Thorkel Fostri (der „Pflegevater“) (vergleiche Orkneyinga Saga Kapitel 29), seinen Gefolgsmann, nahe der St Nicholas Chapel. Thorfinn war ein Sohn des Wikingerjarls von Orkney Sigurd Digri Hlodversson, der in der Schlacht von Clontarf getötet wurde. Nach einer lokalen Überlieferung soll Rognvald Brusason im Earl’s Knoll einem etwa 75 m langen und bis zu 20 m breiten Long Cairn auf Papa Stronsay bestattet worden sein (bisher kein archäologischer Befund dazu).
Seit dem 16. Jahrhundert war es Stützpunkt der schottischen, später britischen Heringsflotte, deren Aktivitäten noch vor dem Zweiten Weltkrieg endeten. Ein acht Meter hohes Leuchtfeuer steht im Nordosten. Es gibt keine Gas-, Strom- und Wasserversorgung auf Papa Stronsay. Strom wird mit einem Dieselgenerator erzeugt. Wasser stammt aus Brunnen, die in den Fels gebohrt wurden.

## Seetang-Brennofen
Eine seltene Form eines „verbesserten“ Kelp-Brennofens, einem Relikt aus einem erfolglosen Versuch zur Wende des 20. Jahrhunderts, überlebte auf der Insel. Es gibt zwei etwa 2,0 und 1,4 m hohe „Schornsteine“ aus Trockenmauerwerk die etwa 5,0 m auseinander stehen, letzterer steht in einer Steinplattform mit Kaminöffnung. Die „Schornsteine“ sind durch Tunnel miteinander verbunden. Es ist unklar, wie diese Anordnung arbeitete.